# SMG (SEX MACHINEGUNSのアルバム)
『SMG』（エスエムジー）は、SEX MACHINEGUNSの9枚目のスタジオ・アルバム。

## 概要
前作『45°』以来、約1年10か月ぶりとなるオリジナル・アルバム。『45°』、前々作『キャメロン』の制作時と比較すると、本作は制作期間が短かった。タイトルの由来は、バンド名「SEX MACHINEGUNS」の頭文字である。
2013年2月20日に再発売された。

## 収録曲
（全作詞・作曲・編曲：SEX MACHINEGUNS）
1. サンシャイン
2. Tiger Tiger
3. IMAGE DEATH
4. 熟女ビーム
5. アラジン
6. こんにゃくパンチ
7. 東京よりさいたま
8. メリーゴーランド
9. イエローチューブ
10. 37564